# Dendrochilum elmeri
Dendrochilum elmeri är en orkidéart som beskrevs av Oakes Ames. Dendrochilum elmeri ingår i släktet Dendrochilum och familjen orkidéer. Inga underarter finns listade i Catalogue of Life.